# Пиљужићи (Теслић)
Пиљужићи су насељено мјесто у општини Теслић, Република Српска, БиХ. Према попису становништва из 2013. године, у насељу је живјело 12 становника.

## Становништво
Према званичним пописима, Пиљужићи су имали сљедећи етнички састав становништва:
| Националност       | 2013.      | 1991.          | 1981.          | 1971.        |
| Муслимани          | 2 (16,66%) | 1.548 (84,13%) | 1.310 (82,96%) | 995 (79,28%) |
| Хрвати             | 9 (75,00%) | 248 (13,48%)   | 259 (16,40%)   | 251 (20,00%) |
| Југословени        | 0          | 23 (1,250%)    | 6 (0,380%)     | 0            |
| остали и непознато | 0          | 17 (0,924%)    | 4 (0,253%)     | 1 (0,080%)   |
| Срби               | 1 (8,34%)  | 4 (0,217%)     | 0              | 8 (0,637%)   |
| Укупно             | 12         | 1.840          | 1.579          | 1.255        |

| Демографија | Демографија | Демографија |
| Година      | Становника  | Становника  |
| ----------- | ----------- | ----------- |
| 1971.       | 1.255       |             |
| 1981.       | 1.579       |             |
| 1991.       | 1.840       |             |
| 2013.       | 12          |             |